# Kenneth Huszagh
Kenneth Arthur „Ken” Huszagh (Chicago, 1891. szeptember 3. – Delray Beach, 1950. január 11.) magyar származású olimpiai ezüstérmes amerikai úszó. Apai bevándorló őse a mai Szlovákia területéről érkezett az Egyesült Államokba.